# 神屋町 (春日井市)
神屋町（かぎやちょう、かみやちょう）は、愛知県春日井市の北東部にある町である。丁番を持たない単独町名である。

## 概要
町のほぼ中央を南西から東北に国道19号が、南北には愛知用水が通り、国道19号とほぼ平行して内津川が流れる。また、町の中央部には、春日井市立神屋小学校が位置している。
豊かな自然環境の下、のどかな田園地帯が広がるほか、付近は古来より名古屋から旧中山道への接続街道である旧下街道の交通交易で栄えた地でもあり、棒の手などの伝統行事も盛んである。神屋団地やネオポリス、かすが台団地の一部など、宅地開発も行われ、郊外には福祉施設や工場などが点在している。

## 名称の由来
山々に挟まれた谷間のような地形が、鍵の形に似ていることから。
なお、神屋町の呼び名については、「かみや」と言う読み方がある。これは東国を平定後の東征から熱田（現名古屋市熱田区）への帰途についた日本武尊が、この地を通過の際に休息をとったという伝承に由来する。「かぎや」と「かみや」はどちらの呼び名も間違いではなく、現在も町の公園や施設では、2つの呼び名が併用されている。

## 世帯数と人口
2019年（平成31年）4月1日現在の世帯数と人口は以下の通りである。
| 町丁   | 世帯数    | 人口    |
| ------ | --------- | ------- |
| 神屋町 | 2,528世帯 | 5,890人 |

### 人口の変遷
国勢調査による人口の推移
| 1995年（平成7年）  | 7,469人 | [ 5 ] |  |
| 2000年（平成12年） | 7,166人 | [ 6 ] |  |
| 2005年（平成17年） | 7,012人 | [ 7 ] |  |
| 2010年（平成22年） | 6,642人 | [ 8 ] |  |
| 2015年（平成27年） | 6,489人 | [ 9 ] |  |

## 学区
市立小・中学校に通う場合、学区は以下の通りとなる。また、公立高等学校に通う場合の学区は以下の通りとなる。
| 町丁・字 | 番・番地等                                                                                       | 小学校               | 中学校               | 高等学校 |
| -------- | ------------------------------------------------------------------------------------------------ | -------------------- | -------------------- | -------- |
| 字上郷   | 全域                                                                                             | 春日井市立神屋小学校 | 春日井市立坂下中学校 | 尾張学区 |
| 字北海道 | 全域                                                                                             | 春日井市立神屋小学校 | 春日井市立坂下中学校 | 尾張学区 |
| 字南海道 | 全域                                                                                             | 春日井市立神屋小学校 | 春日井市立坂下中学校 | 尾張学区 |
| 字南郷   | 全域                                                                                             | 春日井市立神屋小学校 | 春日井市立坂下中学校 | 尾張学区 |
| 字森     | 全域                                                                                             | 春日井市立神屋小学校 | 春日井市立坂下中学校 | 尾張学区 |
| 神屋町   | 1番地1～652番地1、655番地～712番地3 714～2246番地、2298番地684 2340番地～2342番地4、2344番地以降 | 春日井市立神屋小学校 | 春日井市立坂下中学校 | 尾張学区 |
| 神屋町   | 654番地1～560、713番地1～15 2247番地～2298番地683 2298番地685～2339番地、2343番地                | 春日井市立坂下小学校 | 春日井市立坂下中学校 | 尾張学区 |

## 交通
- 国道19号（春日井バイパス）
- 愛知県道196号神屋味美線
- 愛知県道508号内津勝川線（下街道）

## 施設
- 春日井市立神屋小学校
- 春日井市立坂下中学校
- 春日井市福祉の里レインボープラザ
- エコメッセ春日井
- 春日井市クリーンセンター
- 神屋工業団地
- 愛知県医療療育総合センター
- 春日井リハビリテーション病院
- 愛知県立春日台特別支援学校

## その他

### 日本郵便
- 郵便番号 : 480-0304[3]（集配局：高蔵寺郵便局[12]）。